# Aspidosperma quirandy
Aspidosperma quirandy là một loài thực vật có hoa trong họ La bố ma. Loài này được Hassl. mô tả khoa học đầu tiên năm 1913.